# Першудчев, Иван Гаврилович
Иван Гаврилович Першудчев (1915, Каменское — 1987, Москва) — советский скульптор, работавший по преимуществу в Украинской ССР. Заслуженный художник РСФСР (1975), чьи произведения вошли в золотой фонд советского искусства. Созданные им галерея скульптурных портретов героев Великой Отечественной войны, памятники, которые увековечивают военные подвиги, были достаточно популярны.

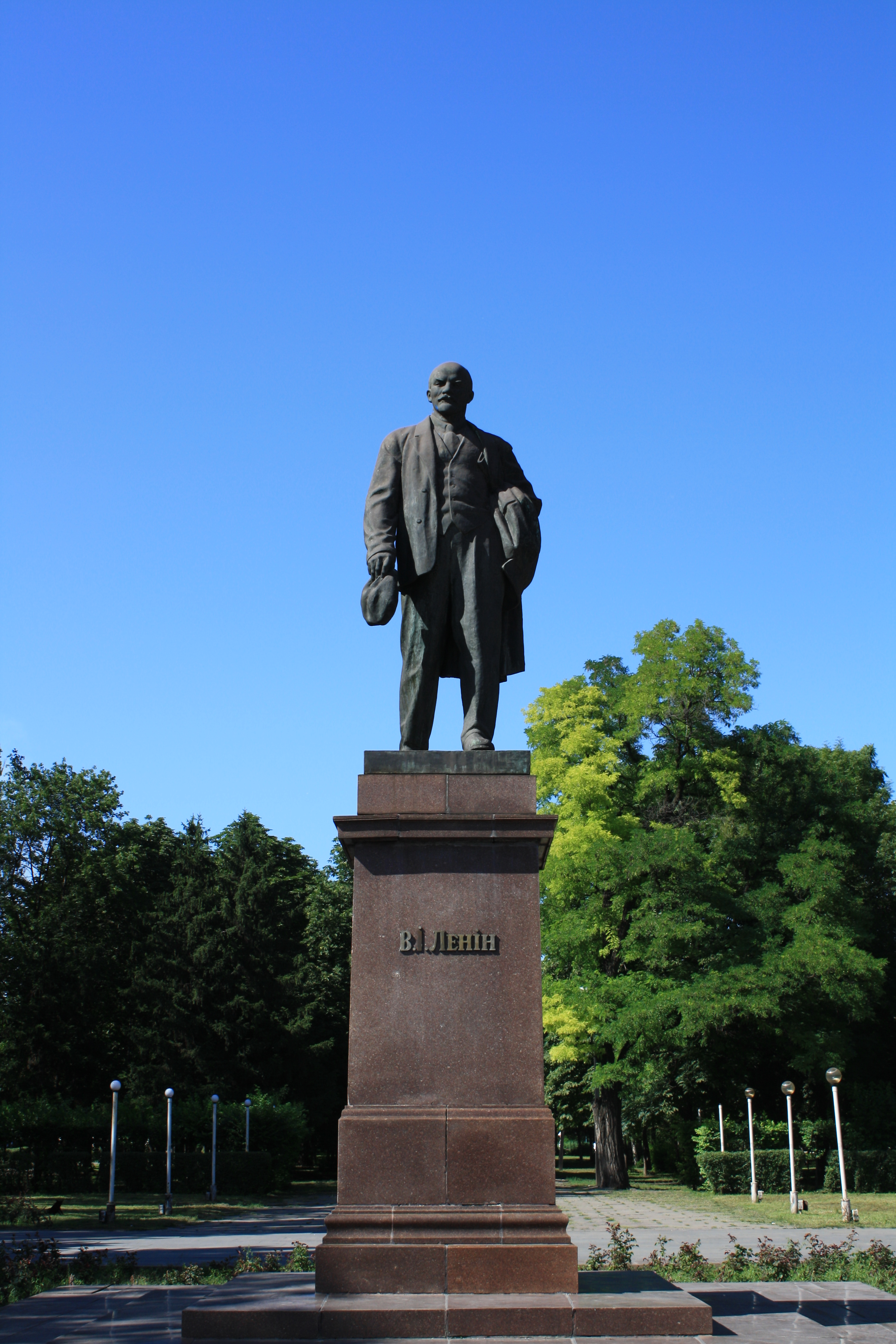
Памятник Ленину, Днепродзержинск (Каменское)

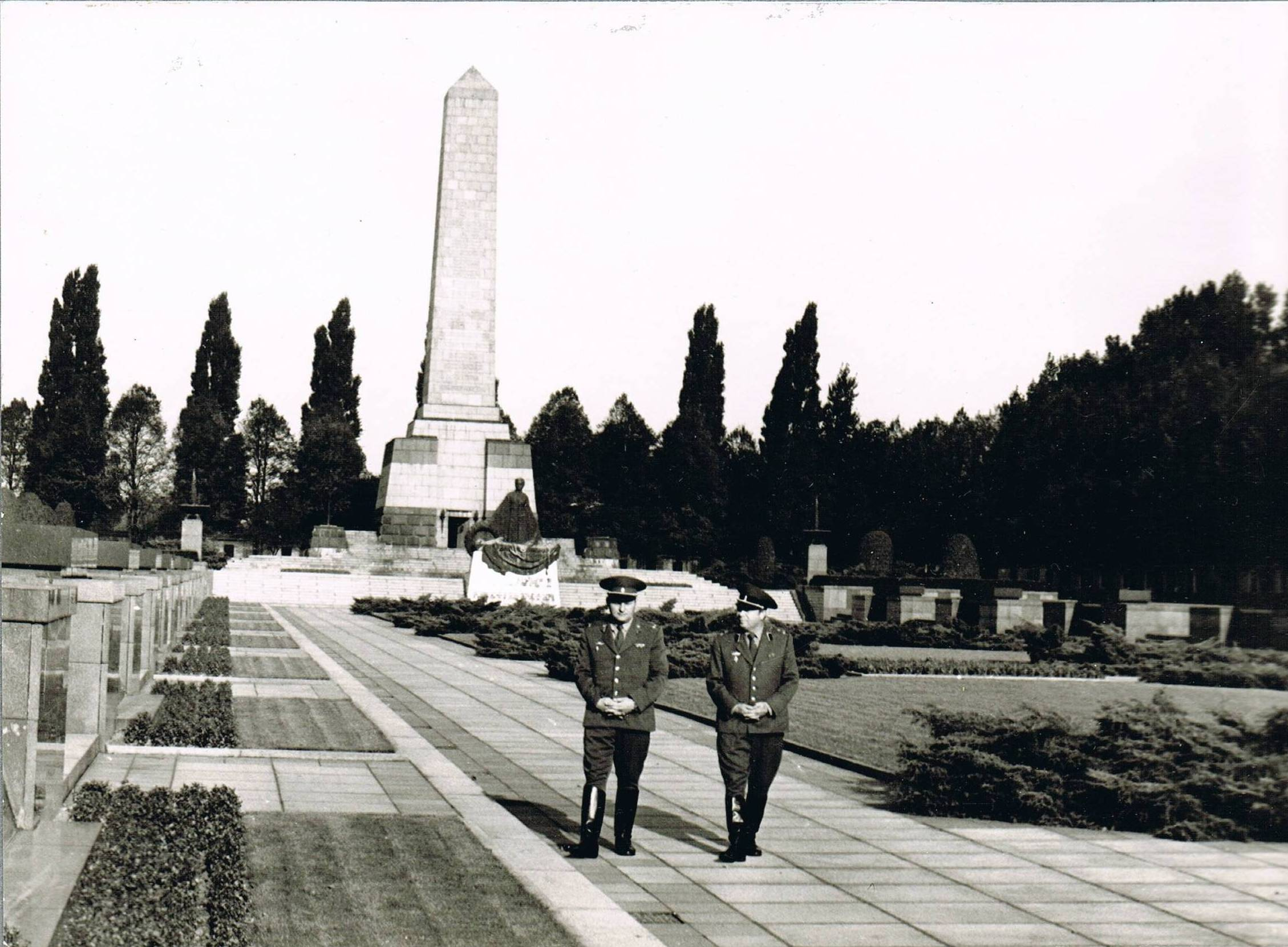
Советский военный мемориал в Панкове. 1982 год.

## Биография
Родился 30 октября 1915 года в городе Каменское (в 1936—2016 годах Днепродзержинск). Сын потомственного рабочего-металлурга. Начал увлекаться лепкой ещё подростком. Учился в Днепропетровском художественном училище, а затем во Всероссийской Академии художеств у В. В. Богатырева и М. Г. Манизера.
Война застала его за работой по скульптурном оформлении вокзала Саранска. Он ушёл добровольцем в армию и воевал рядовым на подступах к Москвы под Малоярославцем и Нарофоминском. Затем, после лечения в госпитале, ещё будучи солдатом, работает как скульптор в действующих частях Красной Армии.
В 1943 году на Воронежском фронте исполняет первый портрет — командира 241-го штурмового авиационного полка Героя Советского Союза П. Ф. Сыченко. Тогда же у него родилась идея создания галереи скульптурных портретов героев воины. Среди наиболее удачных стал в этой галерее и портрет сержанта М. Борисова, который истребил на Курской дуге семь фашистских «тигров». На первый взгляд лицо бойца ничем не примечательно, но скульптор увидел в волевых складках губ, в открытом и решительный взгляде яркое проявление мужественного характера. «Это были поистине чудо-богатыри, — записал в те дни в своем дневнике Першудчев, — простые, сердечные, мирные люди, порой невзрачные на вид, к тому же скромные, часто совсем молодые. Памяти жизнь — подвиг рядового советского человека, солдата мира, я и посвятил свой труд военного художника, скульптора-солдата».
К 1944 году относятся очень живые, выразительные портреты генералов С. А. Ковпака и А. Ф. Фёдорова, М. Е. Катукова, санинструктора Марии Щербаченко, лейтенантов десантника В. С. Чергина и командира разведывательного взвода Любови Карцевой. Весной 1945 года были созданы бюсты бесстрашных летчиков-истребителей трижды Героя Советского Союза А. И. Покрышкина и дважды Героя Советского Союза Д. Б. Глинки; Героев Советского Союза Аркадия Фёдорова и Андрея Труда. Хрестоматийное значение приобрели созданные скульптором образы советских воинов, подняли знамя Победы над рейхстагом — сержантов М. А. Егорова, М. В. Кантария, а также участника штурма рейхстага майора Соколовского.
В послевоенные годы Першудчев в памятниках и монументах достигает широких и художественно-ярких обобщений. Среди наиболее значительных работ — мемориалы в Вене и Берлине (Советский военный мемориал в парке Schönholzer Heide, район Панков, Мемориал павшим советским воинам (Альт-Хоэншёнхаузен)), памятники В. И. Ленину, Ф. Э. Дзержинскому в Днепродзержинске (Каменское), Г. И. Котовскому в Кишинёве (выполнен в соавторстве с другими авторами).
Умер в Москве 15 февраля 1987 года..

## Произведения
- Памятник Вечной Славы (Киев)
- Кладбище-памятник воинам Советской армии (Берлин, район Панков)
- Проект под девизом «Народам-богатырям» авторы — профессор В. Заболотный, арх. В. Георгиева, В. Ежов, В. Зарецкий, В. Савченко, В. Скугарев; скульпт. Н. Гаркуша, И. Коломиец. И. Першудчев (Академия архитектуры УССР, Киев)
- Донецк, мост через реку Кальмиус по проспекту Ильича (скульпторы — И. Першудчев, А. Постол, Л. Райзман, Н. Мухатаева)
- Днепродзержинск, памятник Ленину, Дзержинскому
- Памятник Котовскому (Кишинёв) (в соавторстве)

## Награды
- Орден Отечественной войны II степени (1985)[1]
- Два ордена Красной Звезды (1945, 1946)[1]
- Медаль «За победу над Германией в Великой Отечественной войне 1941—1945 гг.»[1]